# Jacques Genois
Pas d'image ? Cliquez ici

a Compétitions nationales et continentales officielles uniquement.

Dernière mise à jour le 30 juillet 2015.
Jacques Génois, né le 17 septembre 1950 à Donzenac, est un joueur français de rugby à XV qui évolue au poste de deuxième ligne.

## Biographie
Après avoir débuté aux lancers en athlétisme, il rejoint le CA Brive entre 1969 et 1986,.
Preneur de balles en touche en raison de sa taille (2 m), il dispute, en 1972, la finale du championnat de France de 1re division.
Il fait partie de l'effectif du club lorsqu'il effectue en mai 1973, une tournée en Afrique du Sud.
En 1975, blessé, il rate la finale du championnat de France.
En 1987, après avoir joué 222 matchs en 16 saisons il intègre l'équipe dirigeante.
Il fait partie des joueurs mis à l'honneur lors du centenaire du club de Brive.

## Palmarès
- Championnat de France de rugby à XV :
  - Vice-champion (1): 1972 avec le CA Brive[7].